# Eiskunstlauf-Weltmeisterschaften 1958
Die 49. Eiskunstlauf-Weltmeisterschaften fanden vom 13. bis 15. Februar 1958 in Paris (Frankreich) statt. Zum ersten Mal nahmen Athleten aus der Sowjetunion an Weltmeisterschaften teil.

## Ergebnisse

### Herren
| Platz | Sportler              | Land                   |
| ----- | --------------------- | ---------------------- |
| 1     | David Jenkins         | Vereinigte Staaten     |
| 2     | Tim Brown             | Vereinigte Staaten     |
| 3     | Alain Giletti         | Frankreich             |
| 4     | Donald Jackson        | Kanada                 |
| 5     | Alain Calmat          | Frankreich             |
| 6     | Karol Divín           | Tschechoslowakei       |
| 7     | Tilo Gutzeit          | BR Deutschland         |
| 8     | Michael Booker        | Vereinigtes Königreich |
| 9     | Edward Collins        | Kanada                 |
| 10    | Robert Brewer         | Vereinigte Staaten     |
| 11    | Charles Snelling      | Kanada                 |
| 12    | Tim Moore             | Vereinigte Staaten     |
| 13    | Norbert Felsinger     | Österreich             |
| 14    | Hans-Jürgen Bäumler   | BR Deutschland         |
| 15    | Manfred Schnelldorfer | BR Deutschland         |
| 16    | Peter Jonas           | Österreich             |
| 17    | Lew Michailow         | Sowjetunion            |
| 18    | François Pache        | Schweiz                |
| 19    | Per Kjølberg          | Norwegen               |
| 20    | Walentin Sacharow     | Sowjetunion            |
| 21    | Igor Persianzew       | Sowjetunion            |
| 22    | William Cherrel       | Australien             |
| 23    | Charles Keeble        | Australien             |

Punktrichter waren:
- Alexei Andrianow  Sowjetunion
- P. Baron  Frankreich
- E. Fenner  Schweiz
- Martin Felsenreich  Österreich
- Nigel Sephens  Kanada
- B. Srbová  Tschechoslowakei
- Harold G. Storke  Vereinigte Staaten
- E. Usemann  BR Deutschland
- J. Wilson  Vereinigtes Königreich

### Damen
| Platz | Sportlerin          | Land                   |
| ----- | ------------------- | ---------------------- |
| 1     | Carol Heiss         | Vereinigte Staaten     |
| 2     | Ingrid Wendl        | Österreich             |
| 3     | Hanna Walter        | Österreich             |
| 4     | Ina Bauer           | BR Deutschland         |
| 5     | Diane Peach         | Vereinigtes Königreich |
| 6     | Nancy Heiss         | Vereinigte Staaten     |
| 7     | Patricia Ann Pauley | Vereinigtes Königreich |
| 8     | Joan Haanappel      | Niederlande            |
| 9     | Carol Wanek         | Vereinigte Staaten     |
| 10    | Claralyn Lewis      | Vereinigte Staaten     |
| 11    | Karin Frohner       | Österreich             |
| 12    | Regine Heitzer      | Österreich             |
| 13    | Margaret Crosland   | Kanada                 |
| 14    | Dany Rigoulot       | Frankreich             |
| 15    | Sonia Snelling      | Kanada                 |
| 16    | Sjoukje Dijkstra    | Niederlande            |
| 17    | Jindra Kramperová   | Tschechoslowakei       |
| 18    | Corinne Altmann     | Frankreich             |
| 19    | Petra Damm          | BR Deutschland         |
| 20    | Carla Tichatschek   | Italien                |
| 21    | Anna Galmarini      | Italien                |
| 22    | Nicole Erdos        | Frankreich             |
| 23    | Nicole Hassler      | Frankreich             |
| 24    | Liliane Crosa       | Schweiz                |
| 25    | Lois Thomson        | Australien             |
| 26    | Rita Müller         | Schweiz                |
| 27    | Grete Borgen        | Norwegen               |
| 28    | Anne Karin Dehle    | Norwegen               |
| 29    | Grunhild Frylen     | Schweden               |

Punktrichter waren:
- P. Gross  BR Deutschland
- Oscar Madl  Österreich
- G. D. Jeffery  Kanada
- Gérard Rodrigues-Henriques  Frankreich
- Pamela Davis  Vereinigtes Königreich
- Bruno Bonfiglio  Italien
- E. Fenner  Schweiz
- Emil Skákala  Tschechoslowakei
- M. Drake  Vereinigte Staaten

### Paare
| Platz | Sportler                              | Land                   |
| ----- | ------------------------------------- | ---------------------- |
| 1     | Barbara Wagner / Robert Paul          | Kanada                 |
| 2     | Věra Suchánková / Zdeněk Doležal      | Tschechoslowakei       |
| 3     | Maria Jelinek / Otto Jelinek          | Kanada                 |
| 4     | Joyce Coates / Anthony Holles         | Vereinigtes Königreich |
| 5     | Nancy Rouillard / Ronald Ludington    | Vereinigte Staaten     |
| 6     | Marika Kilius / Hans-Jürgen Bäumler   | BR Deutschland         |
| 7     | Marianna Nagy / László Nagy           | Ungarn                 |
| 8     | Nina Schuk / Stanislaw Schuk          | Sowjetunion            |
| 9     | Mary-Jane Watson / John Jarmon        | Vereinigte Staaten     |
| 10    | Liesl Ellend / Kondrad Lienert        | Österreich             |
| 11    | Eszter Jurek / Miklos Kuharovicz      | Ungarn                 |
| 12    | Carolyn Krau / Rodney Ward            | Vereinigtes Königreich |
| 13    | Ljudmila Beloussowa / Oleg Protopopow | Sowjetunion            |
| 14    | Agneta Wale und Kristian Wale         | Schweden               |
| 15    | Ingeborg Nilsson und Reidar Børjeson  | Norwegen               |

Punktrichter waren:
- Alexei Andrianow  Sowjetunion
- Bruno Bonfiglio  Italien
- Pamela Davis  Vereinigtes Königreich
- Martin Felsenreich  Österreich
- Metlewicz-Dabrowska  Polen
- Nigel Sephens  Kanada
- Emil Skákala  Tschechoslowakei
- Harold G. Storke  Vereinigte Staaten
- E. Usemann  BR Deutschland

### Eistanz
| Platz | Sportler                                 | Land                   |
| ----- | ---------------------------------------- | ---------------------- |
| 1     | June Markham / Courtney Jones            | Vereinigtes Königreich |
| 2     | Geraldine Fenton / William McLachlan     | Kanada                 |
| 3     | Andree Anderson / Donald Jacoby          | Vereinigte Staaten     |
| 4     | Cathrine Morris / Michael Robinson       | Vereinigtes Königreich |
| 5     | Barbara Thompson / Gerard Rigby          | Vereinigtes Königreich |
| 6     | Christiane Guhel / Jean Paul Guhel       | Frankreich             |
| 7     | Beverly Orr / Hugh Smith                 | Kanada                 |
| 8     | Claire O’Neill / John Bejshak, Jr.       | Vereinigte Staaten     |
| 9     | Lucia Zorn / Rudolf Zorn                 | Österreich             |
| 10    | Rita Paucka / Peter Kwiet                | BR Deutschland         |
| 11    | Catharina Odink / Jakobus Odink          | Niederlande            |
| 12    | Annick de Trentinian / Jacques Mer       | Frankreich             |
| 13    | Adriana Giuggiolini / Germano Ceccattini | Italien                |
| 14    | Petra Steigerwald / Hannes Burkhardt     | BR Deutschland         |
| 15    | Ludovica Boccacci / Giancarlo Sioli      | Italien                |
| 16    | Maria Grazia Toncelli / Vinicio Toncelli | Italien                |

Punktrichter waren:
- O. L. Borrajo  Vereinigtes Königreich
- L. Drake  Vereinigte Staaten
- B. M. Haanappel  Niederlande
- G. D. Jeffery  Kanada
- Hans Meixner  Österreich
- J. Meudec  Frankreich
- Emil Skákala  Tschechoslowakei
- Hermann Schiechtl  BR Deutschland
- C. Somasca-Bianchi  Italien

## Medaillenspiegel
| Platz | Land                   | Gold | Silber | Bronze | Gesamt |
| ----- | ---------------------- | ---- | ------ | ------ | ------ |
| 1     | Vereinigte Staaten     | 2    | 1      | 1      | 4      |
| 2     | Kanada                 | 1    | 1      | 1      | 3      |
| 3     | Vereinigtes Königreich | 1    | –      | –      | 1      |
| 4     | Österreich             | –    | 1      | 1      | 2      |
| 5     | Tschechoslowakei       | –    | 1      | –      | 1      |
| 6     | Frankreich             | –    | –      | 1      | 1      |